# Корнелий Репентин
Корнелий Репентин (на латински: Cornelius Repentinus) е сенатор и политик на Римската империя.

## Биография
Произлиза от Симиту в Африка (днес Simitthu или Chemtou, Тунис) от род Корнелии и е вероятно син на Секст Корнелий Репентин (конник и преториански префект по времето на Марк Аврелий и Антонин Пий).
Той е женен за Дидия Клара, дъщеря на римския император Дидий Юлиан (упр. от 28 март до 1 юни 193 г.).
Репентин е първо управител на Лузитания, след това става вероятно през 188 г. суфектконсул. По време на кратката императорска власт на тъста му той е от април до юни 193 г. градски префект.